# Oeciacus hirundinis
Punaise des hirondelles
Espèce
Synonymes
- Cimex hirundinis Lamarck, 1816
(protonyme)

La punaise des hirondelles (Oeciacus hirundinis) est une espèce d'insectes hétéroptères (punaises) de la famille des Cimicidae.
Elle parasite les hirondelles et on la retrouve notamment dans les nids de l'Hirondelle de fenêtre (Delichon urbicum) ou de l'Hirondelle rustique (Hirundo rustica).